# Jag måste få vittna om Jesus
Jag måste få vittna om Jesus är en sång med text och musik av den norska Frälsningssoldaten Oddvar Arnesen.

## Publicerad i
- Frälsningsarméns sångbok 1990 som nr 561 under rubriken "Erfarenhet och vittnesbörd".